# Adolphe Fabre
Adolphe Fabre, né le 24 août 1832 à Saint-Cyr-l'École et mort le 29 août 1908 à Amélie-les-Bains, est un général de division français, grand-croix de la Légion d'honneur.

## Biographie

### Famille
Il est le fils d'Antoine Fabre, chef artificier à l'École impériale de Saint-Cyr, et de 
Sophie Alexandrine Wuyard.

### Carrière militaire
Officier d'état-major, il se distingue durant la guerre de Crimée à l'assaut de Malakoff le 8 septembre 1855, à la bataille de Solferino lors de la campagne d'Italie en 1859 puis fait la campagne du Mexique comme aide de camp du général Forey. Lieutenant-colonel au début de la guerre de 1870, il sert à l'armée du Rhin et, chef d'état-major de la division Cissey, est fait prisonnier après la capitulation de Metz. De retour de captivité, il est sous-chef d'état-major du 2e corps d'armée de l'armée versaillaise avant de seconder le ministre de la guerre, général de Cissey, dans la réfection de l'armée française. Colonel en 1876, général de brigade en 1879, général de division en 1888, il commande le 17e corps d'armée 
de 1893 à 1897. Il est mis à la retraite en 1897 et élevé à la dignité de grand-croix de la Légion d'honneur la même année,,.
Il est président d'honneur de la Sociéte académique du centre.

## Décorations
- Grand-croix de la Légion d'honneur (12 juillet 1897)
  - Grand officier le 9 juillet 1892
  - Commandeur le 7 juillet 1884, il est général de brigade
  - Officier le 21 mai 1859, il est capitaine d'État-Major
  - Chevalier le 10 avril 1858

### Sources contemporaines
- Victor Huguenot, « Le général A. Fabre - ses campagnes (1854-1871) d'après ses notes et sa correspondance », dans Bulletin de la Sociéte académique du centre, Champion, Paris
  - 1er juillet 1902, p. 185-202. Lire en ligne.
  - 1er octobre 1902, p. 238-324. Lire en ligne.
  - 1er janvier 1903, p. 21-57. Lire en ligne.
  - 1er juillet 1903, p. 197-240. Lire en ligne.
  - 1er janvier 1904, p. 1-55. Lire en ligne.
  - 1er octobre 1904, p. 393-460. Lire en ligne.
  - 1er avril 1905, p. 65-117. Lire en ligne.
  - 1er juillet 1905, p. 130-174. Lire en ligne.

- « Fabre (Adolphe) », dans Théophile de Lamathière, Panthéon de la Légion d'honneur, t. 9, E. Dentu, Paris, 1875-1911, p. 171-172. Lire en ligne.

### Sources modernes
- « Fabre, Adolphe », dans Michel Wattel et Béatrice Wattel (préf. André Damien), Les Grand’Croix de la Légion d’honneur : De 1805 à nos jours, titulaires français et étrangers, Paris, Archives et Culture, 2009, 701 p. (ISBN 978-2-35077-135-9).